# Handlamineren
Handlamineren is een vormgeefproces waar in een open vorm een deel wordt gelamineerd. Het proces wordt vaak gebruikt om polyester vormdelen te vervaardigen.

## Proces

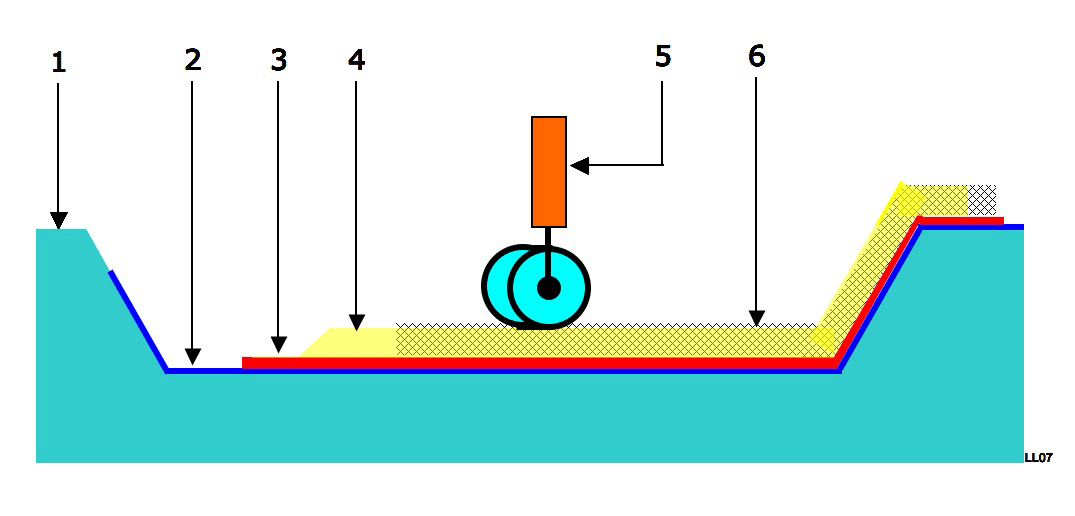
Handlamineerproces. (1) Mal (2) Losmiddel (3) Gelcoat (4) Hars (5) Roller (6) Weefselmat

In een open mal (1) wordt een losmiddel (2) aangebracht. Het aanbrengen van het losmiddel gebeurt meestal met een verfspuit. Nadat het losmiddel is uitgehard wordt de gelcoat (3) opgebracht. De gelcoat is in het laminaat de laag die in het eindproduct zichtbaar is. De gelcoat geeft daarom het uiteindelijke product haar kleur en uitstraling. Vervolgens wordt het weefseldoek (6) gedrenkt in het hars (4) opgebracht. Met een roller (5) wordt de lucht uit de weefseldoek matten gedrukt. Om voldoende stijfheid te verkrijgen kunnen meerdere weefselmatten worden opgebracht. Na het uitreageren van de hars wordt het laminaat uit de mal genomen. De zijkanten van het laminaat worden op desgewenste lengte afgekort. Indien nodig worden er nog gaten in het laminaat geboord. Vaak worden vooraf in de mal “inserts” toegevoegd. 
Het eindproduct heeft slechts aan een kant een glad (mooi) uiterlijk. De ander kant van het product is ruw. Hier is de weefselmat structuur zichtbaar.

## Begrippen
- Inserts (inlagen). Zijn kleine vormdelen die vooraf in de mal worden toegevoegd. Deze “inserts” worden opgenomen in het laminaat. De “inserts” worden vaak gebruikt om bevestigingspunten in het vormdeel te creëren.
- Open mould (open vorm). Hiermee wordt aangegeven dat het uithardingsproces plaatsvindt in een “open” vorm. Met het Resin transfer molding-proces wordt in een gesloten vorm gewerkt.
- Sproeilamineren (Spray lay-up). In tegenstelling tot het handlamineerproces wordt met een spray pistool ( en:chopper/spray gun) de hars tezamen met de weefsels opgebracht. Doordat de vezels een beperkte lengte hebben (ongeveer 25 mm) is de sterkte van het laminaat beperkt.
- Vacuüm folietechniek. Op het eind van het handlamineerproces of het sproeilamineren wordt het geheel met een folie afgedekt, en vacuüm gezogen, om de uitstoot van schadelijke stoffen te verminderen.
- PU sproei lamineren of structureel PU spuiten. Door in een open vorm polyurethaan te spuiten kunnen complexe flexibele producten worden gemaakt. Bij het gebruik van verschillende dichtheden PU ontstaat op deze manier een sandwich constructie.

## Toegepaste materialen
- Hars. In principe kunnen alle soorten harsen worden toegepast. De meest voorkomende harsen zijn: Epoxy, Polyester, Vinylester en Phenolic
- Weefsels. In principe kunnen alle soorten weefsels worden toegepast. Belangrijk, voor de sterkte van het laminaat, is de bevochtigen van de vezels door het hars. Het meest worden glasvezelmatten toegepast. In bijzondere gevallen, indien er een sterke constructie noodzakelijk is, worden speciale weefsels gebruikt. Dit zijn dan vaak gemaakt van koolstofvezel of aramide.

## Voordelen
Een van de voordelen van deze techniek is dat er op een goedkope manier kleine series complex gevormde delen kunnen worden gemaakt. Ook wordt de handlaminaat techniek gebruikt om van een bestaande vorm een kopie te maken. Van de bestaande vorm wordt dan een afgietsel gemaakt die als mal voor het kopie wordt gebruikt.

## Nadelen
Het nadeel van de handlaminaat techniek is dat er bij dit proces veel schadelijke stoffen ("vrij" styreen) vrijkomen. Het proces is daarom onderhevig aan strenge milieuwetgeving. De trend is dat een verschuiving naar het gesloten mal principe (RTM) plaatsvindt.

## Toepassingen
Het handlamineeren wordt toegepast bij het vervaardigen van grote polyester (proto)delen in kleine serieoplagen.
Voorbeelden hiervan zijn;
- Scheepsdek en scheepsrompen
- Vrachtauto's (cabines)
- Vliegtuigen (vormdelen)
- Bussen (voor, achter, kop)
- Windturbine bladen
- Spatschermen
- Toilethokjes
- Straatmeubilair
- Ornament